# Oda a la gente mediocre
Oda a la gente mediocre Pista número 2 del álbum En el maravilloso mundo de Ingesón, último LP perteneciente a la banda Bogotána The Speakers. Es una canción compuesta y cantada por el italiano baterista Roberto Fiorilli. Fue grabada en los "Estudios Ingeson" de Manuel Drezner en 1968.